# Fokker C.II
De Fokker C.II was een vliegtuig dat door Fokker in 1920 werd ontwikkeld en gebouwd.
In het begin van de burgerluchtvaart vonden reizigers het lastig om zich aan het schema te houden van de dienstregeling. De dienstregeling verplichte de passagiers om op een vast tijdstip te vertrekken. Er was behoefte aan een luchttaxi. Anthony Fokker bouwde de C.II voor deze taak.
De C.II was een doorontwikkeling van de Fokker C.I-verkenner. Achter de plaats van de piloot was een gesloten cabine met plaats voor twee passagiers. De C.II werd niet alleen gebruikt als luchttaxi maar ook voor het maken van luchtfoto's. Er zijn ten minste twaalf exemplaren van dit toestel gebouwd.